# Austrodytes insularis
Austrodytes insularis là một loài bọ cánh cứng trong họ Bọ nước. Loài này được Hope miêu tả khoa học năm 1841.